# Кёрр, Эдвард
Эдвард Кёрр (иногда передаётся как Карр; англ. Edward Curr; 1 июля 1820 — 16 ноября 1889) — австралийский лингвист и этнограф-любитель, занимавшийся описанием обычаев и языков австралийских аборигенов.
Родился в Шеффилде, Англия. В феврале 1820 года прибыл в Хобарт, Австралия, но в 1823 году вернулся в Англию. Вернулся в Хобарт в мае 1826 года. Эдвард Кёрр был женат, его жену звали Элизабет, у них было 11 детей.
Кёрр собирал сведения о языках аборигенов, для этого ему часто приходилось получать сведения из вторых рук от фермеров и землевладельцев. Он давал им опросники, включавшие списки английских слов, для которых требовалось записать эквиваленты на языке соответствующего племени.
В 1885 году Эдвард Кёрр занимался изучением языка вирангу.